# Dicranomyia pontophila
Dicranomyia pontophila är en tvåvingeart som först beskrevs av Tokunaga 1940.  Dicranomyia pontophila ingår i släktet Dicranomyia och familjen småharkrankar. Inga underarter finns listade i Catalogue of Life.